# كيت مور
كيت مور (بالإنجليزية: Kate Moore)‏ هي ملحنة أسترالية، ولدت في 1979 في أكسفوردشير في المملكة المتحدة.

## وصلات خارجية
- كيت مور على موقع ميوزك برينز (الإنجليزية)
- كيت مور على موقع ديسكوغز (الإنجليزية)